# Meccanica del continuo
In fisica, la meccanica del corpo continuo, o semplicemente meccanica del continuo, è la branca della meccanica classica e della meccanica statistica che studia il comportamento di corpi continui, cioè sistemi fisici macroscopici nei casi in cui la dimensione dei fenomeni osservati sia tale che questi non siano affetti dalla struttura molecolare della materia e per il quale si assume che la materia sia distribuita uniformemente e che riempia lo spazio che il corpo occupa. In modo più formale, si definisce corpo continuo un corpo i cui punti materiali sono identificabili con i punti geometrici di una regione regolare dello spazio fisico, e dotati di massa per i quali esista una funzione densità  di massa che ne possa rappresentare la misura.

## Descrizione

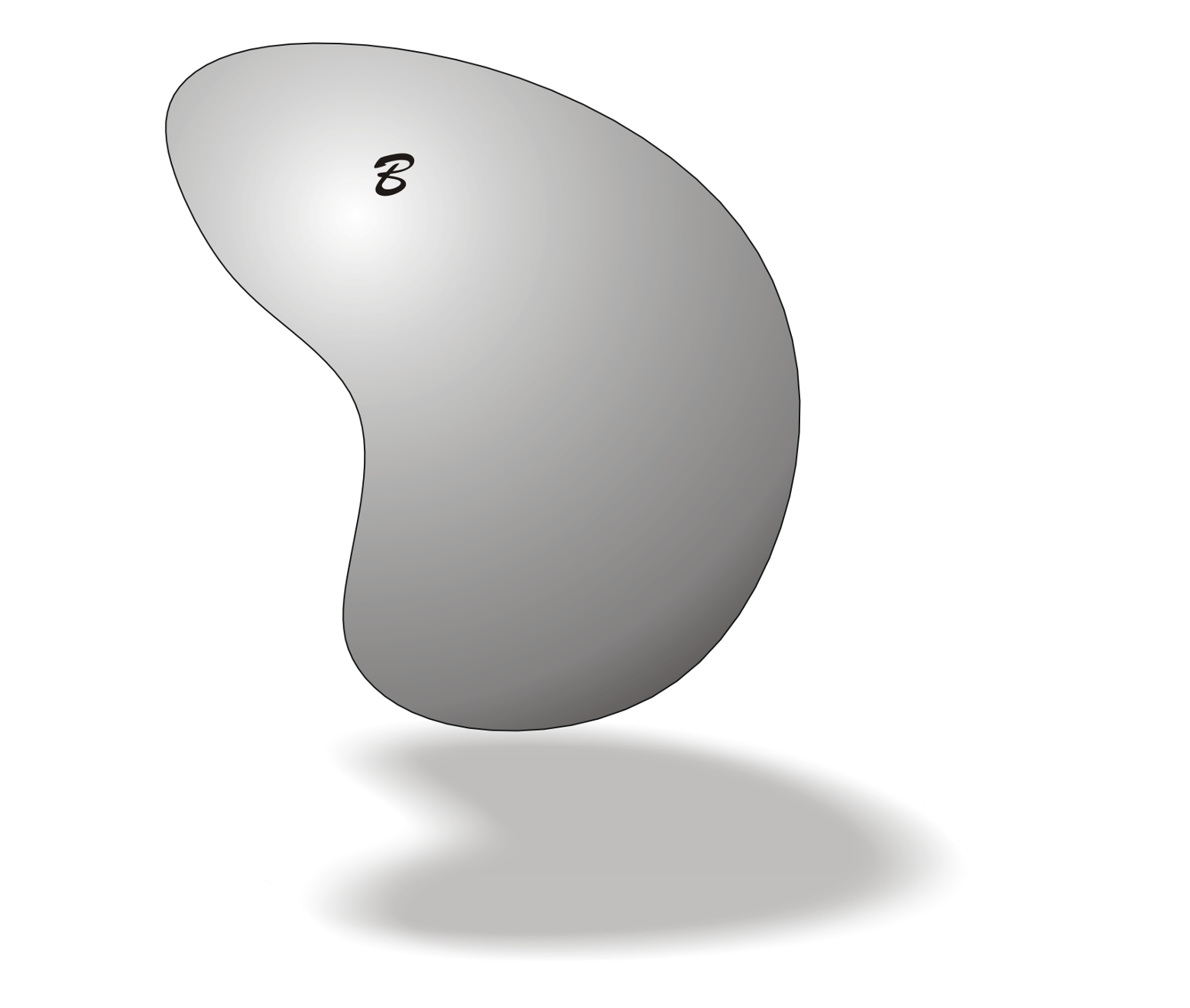
Continuo di Cauchy

Il corpo continuo è un modello fenomenologico che include sia i solidi che i fluidi, per questa ragione si parla specificatamente di meccanica dei solidi e meccanica dei fluidi, ed è associato al concetto di corpo deformabile, in quanto durante il moto le sue parti sono soggette a variazioni di forma e di volume. Un caso limite di corpo continuo è il corpo rigido il cui studio, sviluppato dalla meccanica razionale, è definito sulla base di un numero finito di gradi di libertà e conduce a sistemi di equazioni differenziali ordinarie. I continui deformabili si possono pensare invece come sistemi con infiniti gradi di libertà e le relative equazioni meccaniche assumono la forma di equazioni alle derivate parziali.
Una classificazione dei modelli di corpi continui può essere fatta sulla base della dimensione della regione dello spazio da essi occupati. Rientra tra i modelli tridimensionali il continuo di Cauchy, che rappresenta il modello di corpo continuo più noto e importante della disciplina, tanto che molte volte il termine meccanica del continuo è sinonimo di meccanica del continuo di Cauchy. Rientra ancora tra i modelli tridimensionali il modello di continuo polare di Cosserat, con una struttura locale più ricca di quella puntuale del modello di Cauchy, espressa anche in termini di orientazione dei suoi punti materiali. In meccanica delle strutture sono largamente utilizzati, per la maggiore semplicità, sia continui bidimensionali, ad esempio lastre, piastre e gusci, che continui monodimensionali, ad esempio, il modello strutturale di trave studiata in scienza delle costruzioni.

### Relazioni della meccanica del continuo
Lo studio del comportamento meccanico dei corpi continui si basa sulla caratterizzazione cinematica del corpo continuo (configurazione, deformazione, moto) e lega tali nozioni del corpo alla massa assegnata su di esso e alle forze a esso applicate. Tali relazioni sono di due generi:
- di tipo generale, o equazioni fondamentali, comuni a tutti i corpi continui;
- di tipo particolare, o leggi costitutive, che differenziano una classe di corpi continui da un'altra.

Le prime racchiudono le equazioni di bilancio fondamentali, come la conservazione della massa, il bilancio della quantità di moto, il bilancio di energia interna, il bilancio di energia meccanica, che racchiudono le leggi fisiche cui il corpo deve sottostare a prescindere dal materiale di cui è costituito. Tali relazioni conducono alle teorie della statica e della dinamica.
Nelle seconde l'attenzione è posta nello sviluppo delle cosiddette leggi costitutive che caratterizzano il comportamento di specifici materiali ideali costituenti il corpo: il solido perfettamente elastico e il fluido viscoso ne sono ben noti esempi.
Dal punto di vista matematico, le equazioni fondamentali della meccanica del continuo prima menzionate possono essere sviluppate in due formulazioni diverse ma equivalenti. La prima, in forma integrale o globale, deriva dall'applicazione dei principi di base a un porzione finita di volume del corpo. L'altra, in forma differenziale o di campo, porta a equazioni (differenziali alle derivate parziali) risultanti dall'applicazione dei principi di base a elementi di volumi molto piccoli (infinitesimi).
La meccanica del continuo tratta quantità fisiche, di solidi e fluidi, che non dipendono dal sistema di coordinate in cui vengono osservate. Queste quantità sono convenientemente rappresentate attraverso tensori, cioè oggetti matematici indipendenti dal sistema di coordinate. Pertanto le relazioni della meccanica del continuo hanno carattere tensoriale. Ai fini computazionali, questi tensori possono essere espressi in particolari sistemi di coordinate.
Sottocategorie della meccanica del continuo:
Meccanica dei solidi: il quale si suddivide in tre sottocategorie.
• Elasticità: un solido che sottoposto a un        carico assume una forma e con l'azzeramento del carico ritorna nella posizione iniziale.
• Plasticità: un solido che anche dopo l'annullamento del carico rimane deformato.
• Reologia: unione di solidi e fluidi che assumono comportamenti non simili a nessuno dei due.
Meccanica dei fluidi: il quale si suddivide in due sottocategorie.
• Fluidi newtoniani
• Fluidi non-newtoniani
Fonti:
- Lamé: lo studio della fisica di un materiale continuo con una definita forma a riposo. Leçons sur la théorie mathématique de l'élasticité des corps solides, Bachelier, 1852.
- A. Clebsch Theorie der Elasticität fester Körper, Teubner, 1862.
- W. J. Ibbetson Elementary treatise on the mathematical theory of perfectly elastic solids; with a short account of viscous fluids, MacMillan, London, 1887.
- A. B. Basset Treatise on hydrodynamics, with numberous examples v. 1 e v. 2  Deighton, Cambridge, 1888.
- H. Lamb Hydrodynamics Cambridge University Press, 1895.
- A. G. Webster The dynamics of particles and of rigid, elastic, and fluid bodies. Being lectures on mathematical physics Teubner, Leipzig, 1912
- C. Truesdell, A First Course in Rational Continuum Mechanics, Academic Press, New York, 1977. ISBN 0-12-701301-6
- G.T. Mase, G. E. Mase, Continuum Mechanics for Engineers, 2nd e., CRC Press, New York, 1999. ISBN 0-8493-1855-6
- L. Ascione, A. Grimaldi, Elementi di Meccanica dei Continui, Liguori Editore, Napoli, 1989. ISBN 88-207-1829-4
- V. Moretti, Introduzione alla meccanica dei continui, dispense università di Trento https://moretti.maths.unitn.it/continui.pdf